# Elatostema subintegrum
Elatostema subintegrum är en nässelväxtart som beskrevs av H. Winkl.. Elatostema subintegrum ingår i släktet Elatostema och familjen nässelväxter. Inga underarter finns listade i Catalogue of Life.